# Mats Magnusson
Mats Ture Magnusson (Helsingborg, 10 de julho de 1963) é um ex-futebolista sueco.

## Carreira
Durante a sua carreira, iniciada em 1981, Magnusson jogou por Malmö, Servette, Benfica e Helsingborgs, onde parou em 1994.
Disputou um Campeonato do Mundo, em 1990 em Itália, onde viu sua equipe ultrapassar a primeira fase da prova.

## Títulos coletivos/Individuais
Benfica
Campeonato Português: 1988–89, 1990–91
Liga dos Campeões: Vice-Campeão 1987–88, 1989–90
Supertaça Portuguesa: 1989; Vice-Campeão 1987, 1991
Taça de Portugal: Vice-Campeão 1988–89

Malmö
Campeonato Sueco: 1985, 1986, 1987
Taça da Suécia: 1984, 1986

Individuais
Campeonato Português: Bola de Prata 1989–90 – 33 golos/32 jogos